# Денніс Аого
Де́нніс Ао́го (нім. Dennis Aogo; нар. 14 січня 1987, Карлсруе) — німецький футболіст, захисник, півзахисник.
Чемпіон Європи серед молоді 2009.
Відомий виступами за клуби «Фрайбург», «Гамбург», «Шальке 04», «Штутгарт» та національну збірну Німеччини.

## Клубна кар'єра
Вихованець юнацьких команд футбольних клубів «Булакер», «Карлсруе», «Вальдгоф» та «Фрайбург».
У дорослому футболі дебютував 2004 року виступами за команду «Фрайбурга», в якій провів чотири сезони, взявши участь у 94 матчах чемпіонату. Більшість часу, проведеного у складі «Фрайбурга», молодий захисник вже був основним гравцем команди.
До складу клубу «Гамбург» приєднався 2008 року. Відіграв за гамбурзький клуб 133 матчі в національному чемпіонаті.
29 серпня 2013 року Аого перейшов в «Шальке 04» в оренду терміном на один рік. 9 лютого 2014 року було оголошено про те, що «Шальке 04» викупив контракт Аого у «Гамбурга», а сам футболіст підписав контракт з «кобальтовими» до 2017 року з можливістю продовження ще на один рік.
9 серпня 2017 року Аого на правах вільного агента перейшов в «Штутгарт», з яким уклав контракт на два роки. На початку вересня 2019 року Денніс Аого приєднався до «Ганноверу», підписавши контракт до кінця сезону 2019/20. В кінці січня 2020 року Аого і клуб домовилися про розірвання контракту.

## Виступи за збірні
2002 року дебютував у складі юнацької збірної Німеччини, взяв участь у 30 іграх на юнацькому рівні, відзначившись 7-а забитими голами.
Протягом 2007—2009 років залучався до складу молодіжної збірної Німеччини. На молодіжному рівні зіграв у 25 офіційних матчах, забив 4 голи. 2009 року разом з командою став переможцем молодіжного чемпіонату Європи.
2010 року дебютував в офіційних матчах у складі національної збірної Німеччини. Провів у формі головної команди країни 12 матчів. У складі збірної був учасником чемпіонату світу 2010 року у ПАР, на якому команда здобула бронзові нагороди.
| Дата       | Місто          | Господарі   | Результат | Гості      | Турнір                    | Голи | Примітки |
| ---------- | -------------- | ----------- | --------- | ---------- | ------------------------- | ---- | -------- |
| 13/05/2010 | Аахен          | Німеччина   | 3 – 0     | Мальта     | товариський матч          | -    | 79'      |
| 29/05/2010 | Будапешт       | Угорщина    | 0 – 3     | Німеччина  | товариський матч          | -    |          |
| 10/07/2010 | Порт-Елізабет  | Уругвай     | 2 – 3     | Німеччина  | ЧС 2010 - матч за 3 місце | -    |          |
| 09/02/2011 | Дортмунд       | Німеччина   | 1 – 1     | Італія     | товариський матч          | -    |          |
| 26/03/2011 | Кайзерслаутерн | Німеччина   | 4 – 0     | Казахстан  | Відбір до ЧЄ 2012         | -    |          |
| 03/06/2011 | Відень         | Австрія     | 1 – 2     | Німеччина  | Відбір до ЧЄ 2012         | -    | 90'      |
| 07/06/2011 | Баку           | Азербайджан | 1 – 3     | Німеччина  | Відбір до ЧЄ 2012         | -    |          |
| 11/11/2011 | Київ           | Україна     | 3 – 3     | Німеччина  | товариський матч          | -    |          |
| 15/11/2011 | Гамбург        | Німеччина   | 3 – 0     | Нідерланди | товариський матч          | -    |          |
| 29/02/2012 | Бремен         | Німеччина   | 1 – 2     | Франція    | товариський матч          | -    |          |
| 29/05/2013 | Бока-Ратон     | Німеччина   | 4 – 2     | Еквадор    | товариський матч          | -    | 79'      |
| 02/06/2013 | Вашингтон      | США         | 4 – 3     | Німеччина  | товариський матч          | -    | 46'      |
| Усього     |                | Матчів      | 12        |            | Голів                     | 0    |          |

## Титули та досягнення
- Переможець молодіжного чемпіонату Європи (1):

Німеччина U-21: 2009
- Бронзовий призер чемпіонату світу (1):

Німеччина: 2010